# Воротник
Воротни́к — деталь одежды, впервые появившаяся в XIII веке как узкая полоска в вырезе, которая в XIV-XV веках постепенно трансформировалась в воротник-стойку, характерный для мужских плащей и жакетов и выполненный из меха или бархата.

## История

### XVI век

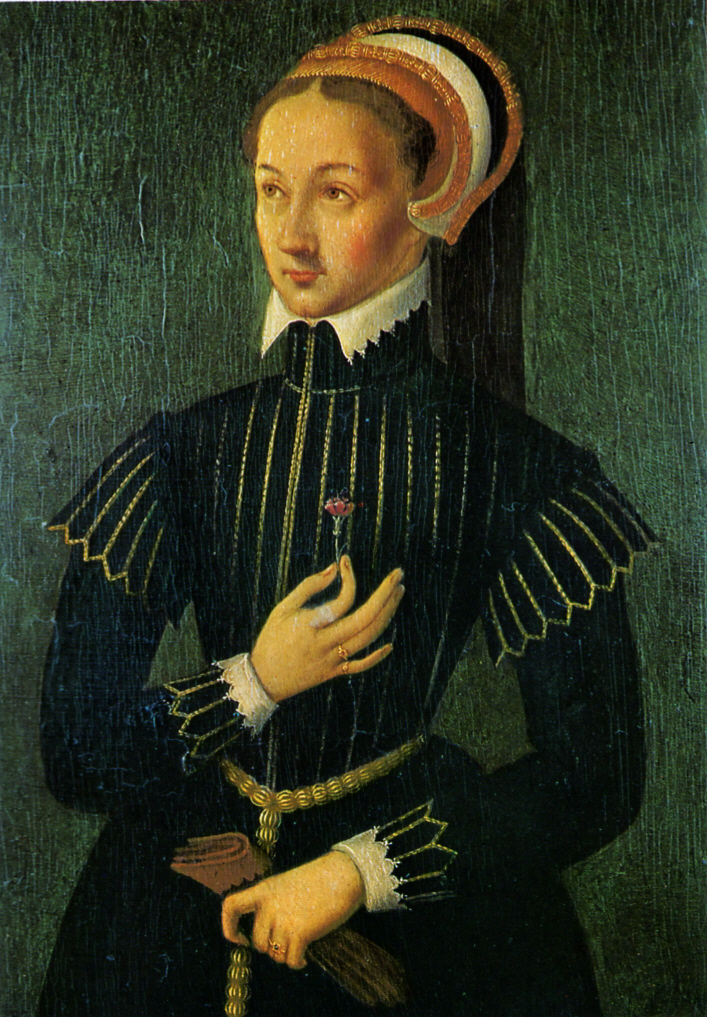
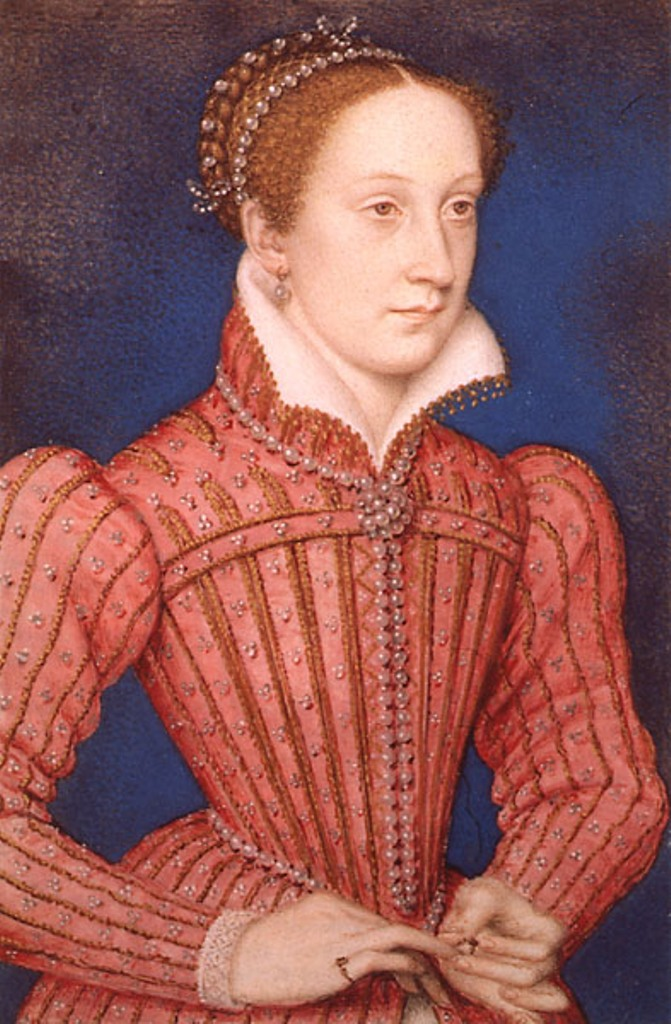
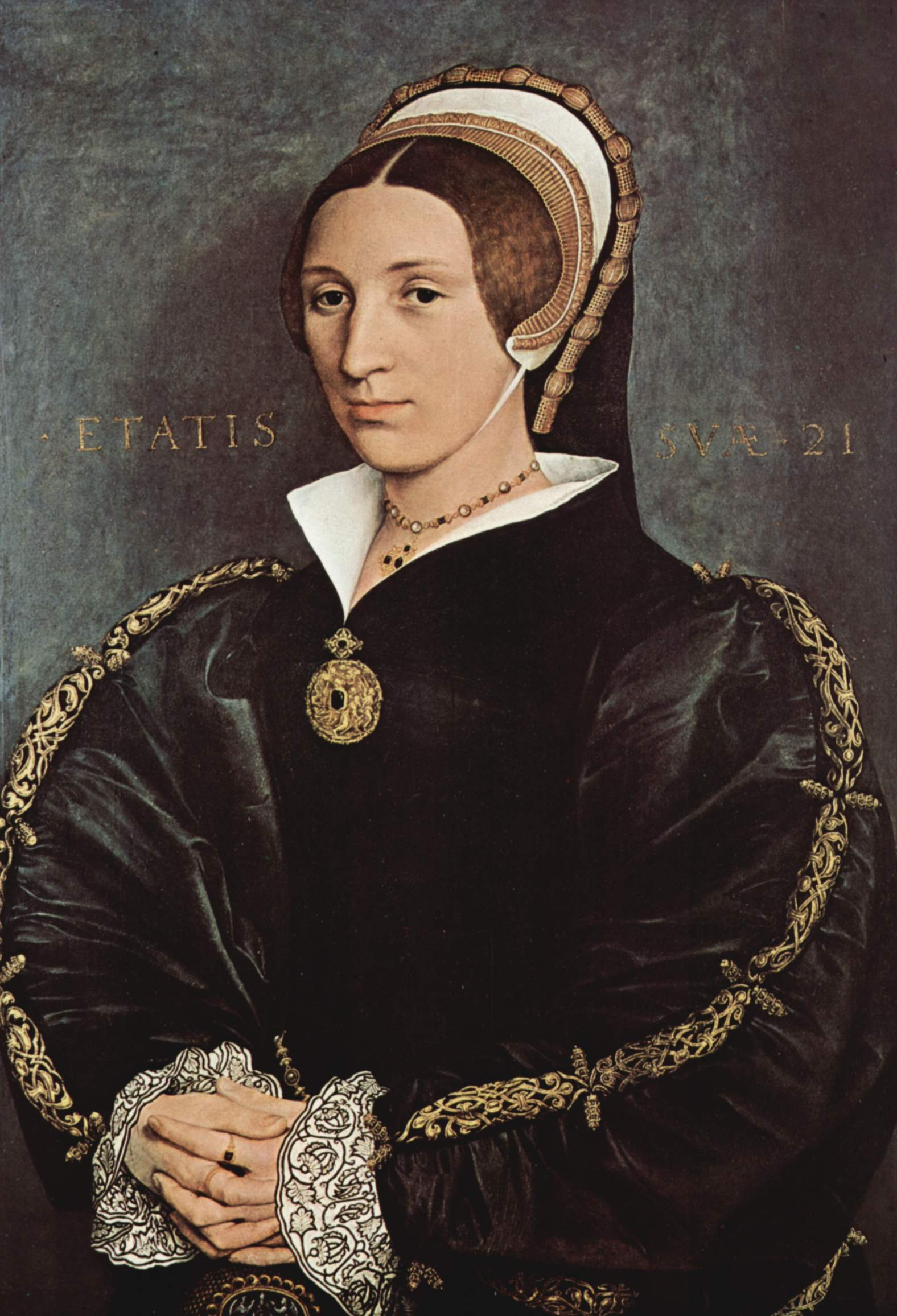
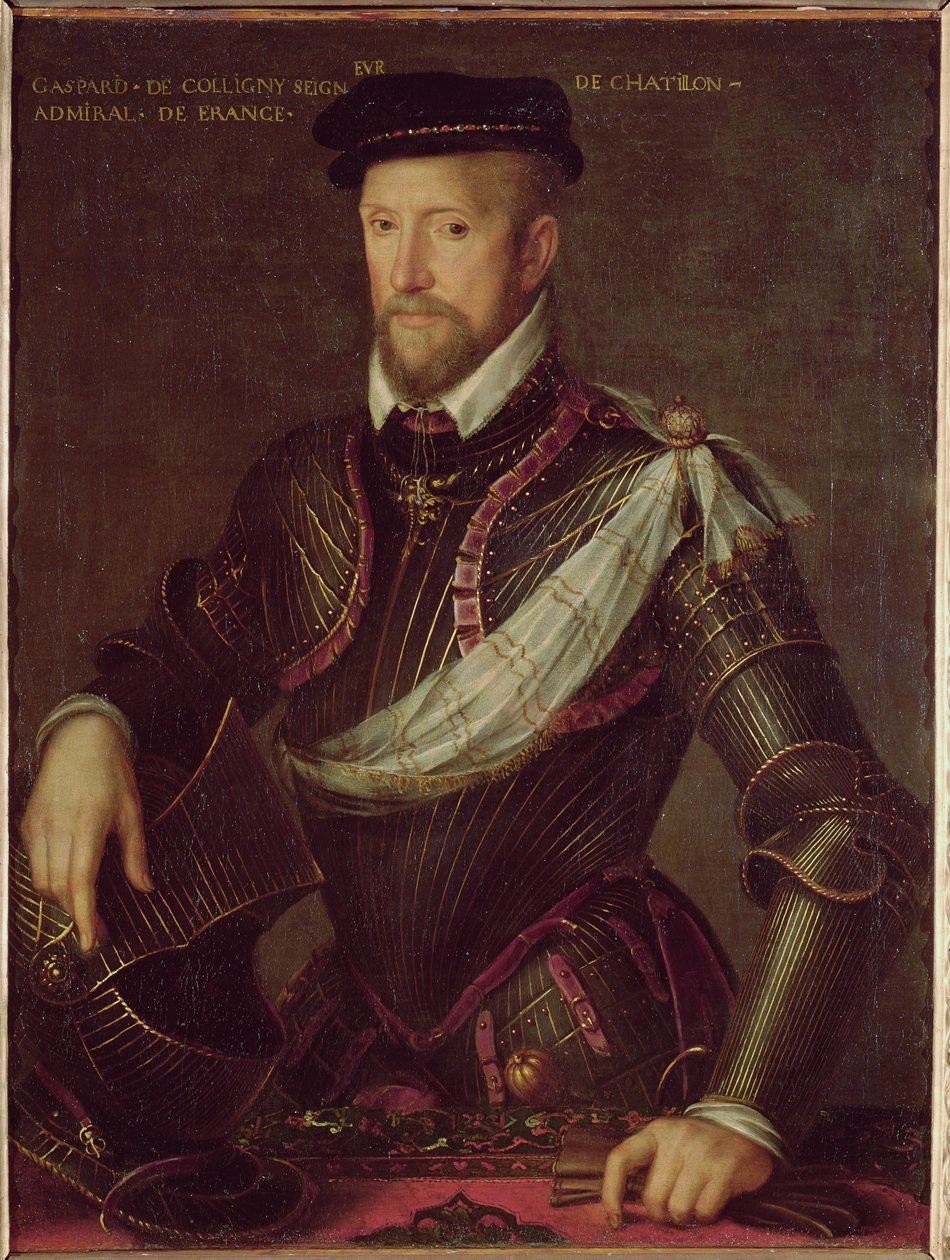
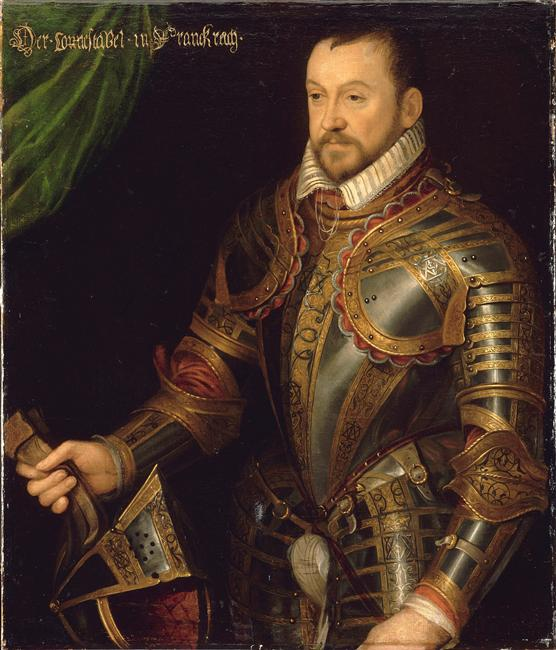
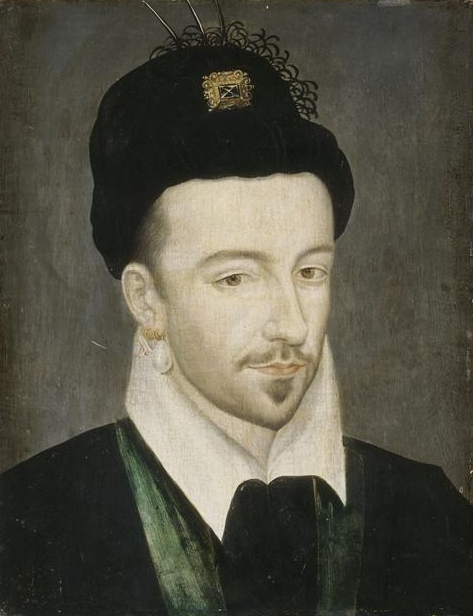
Мужской воротник 1571-1581 годов
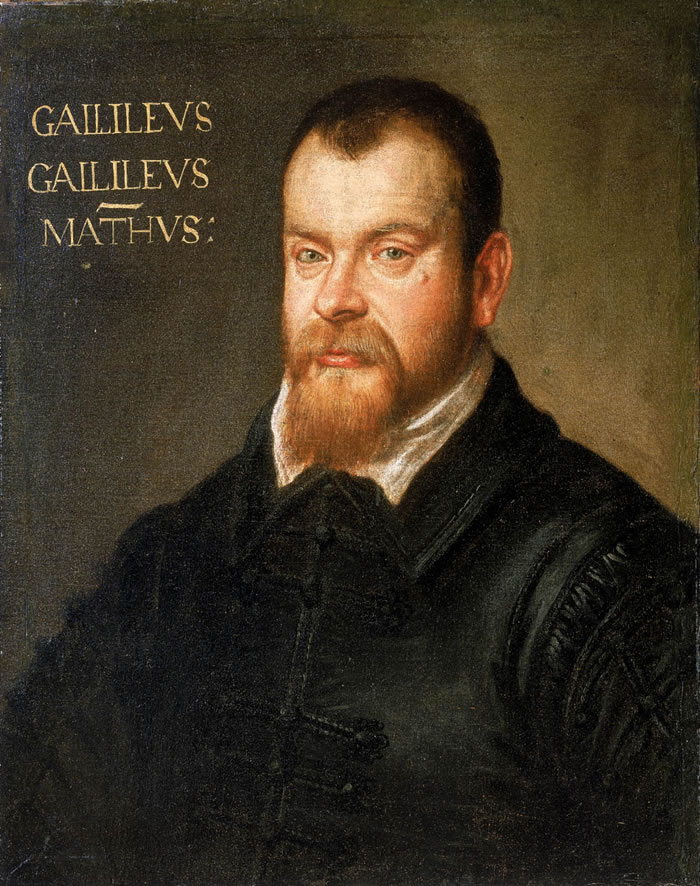

### XVII век

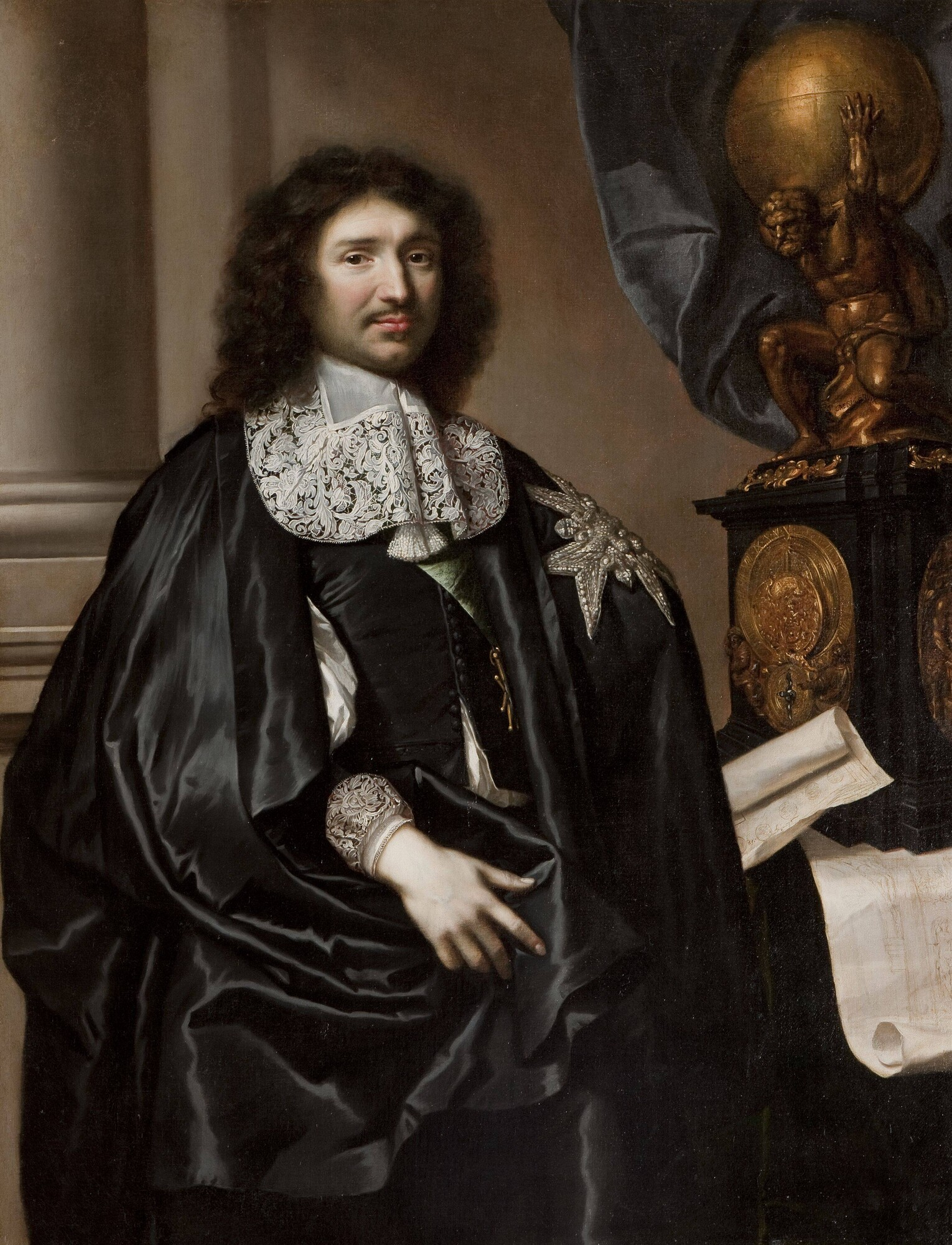
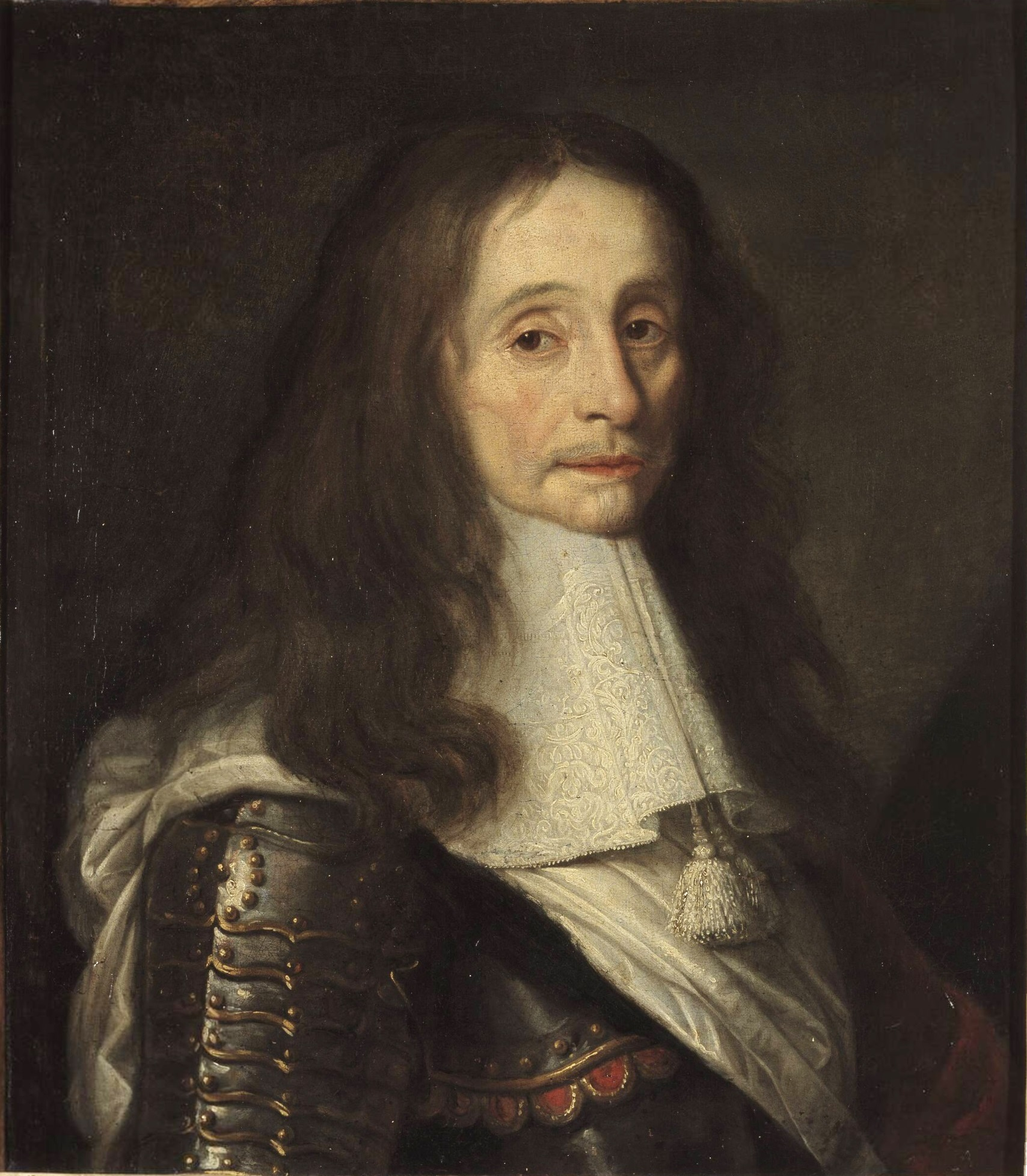
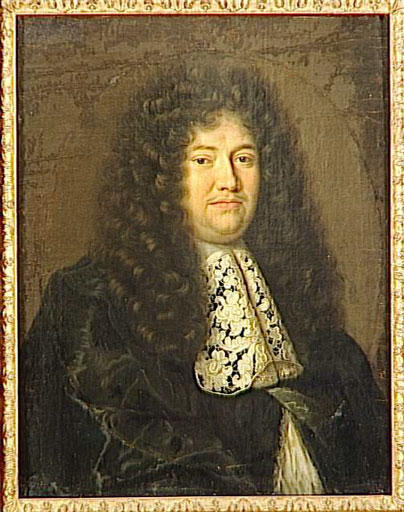

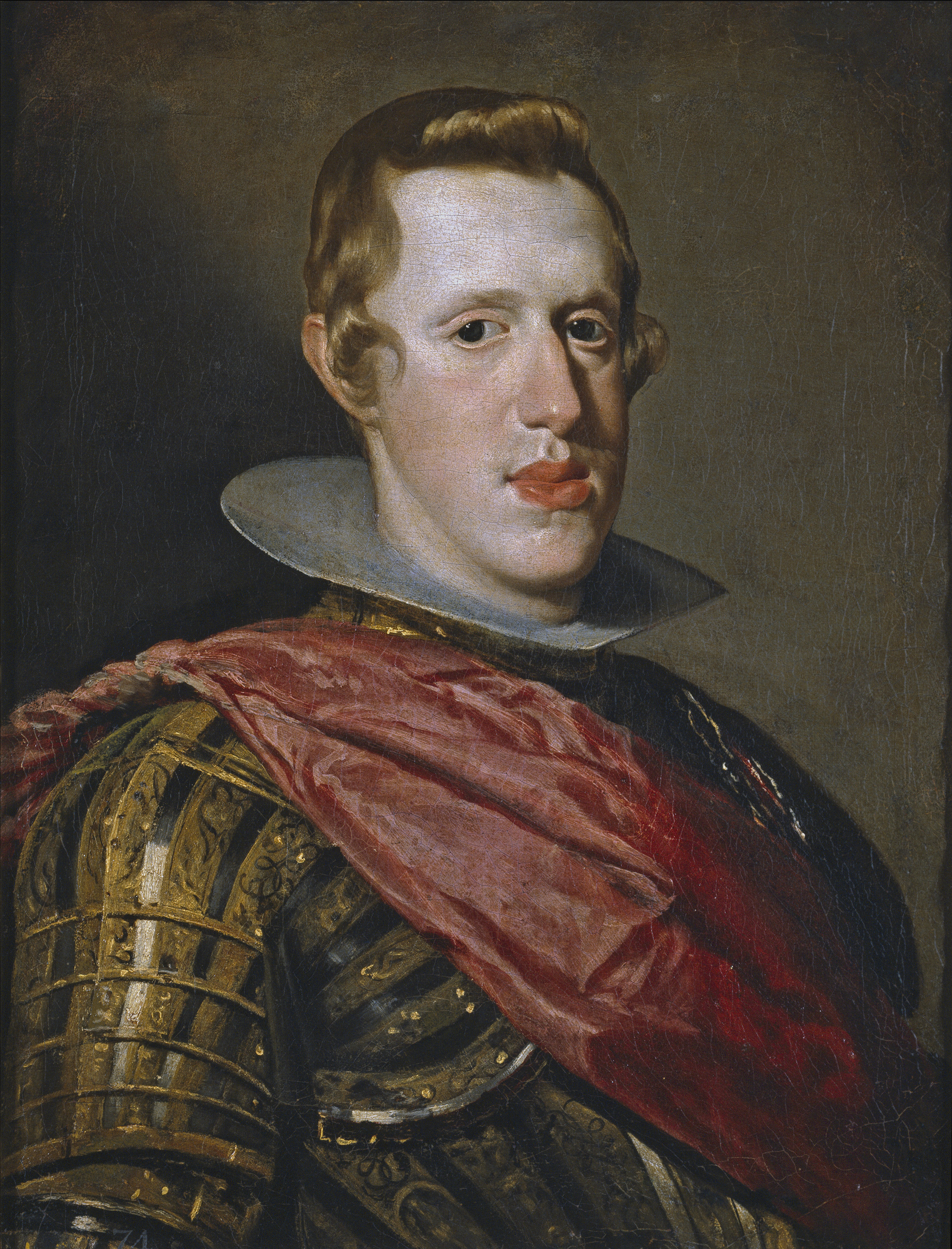
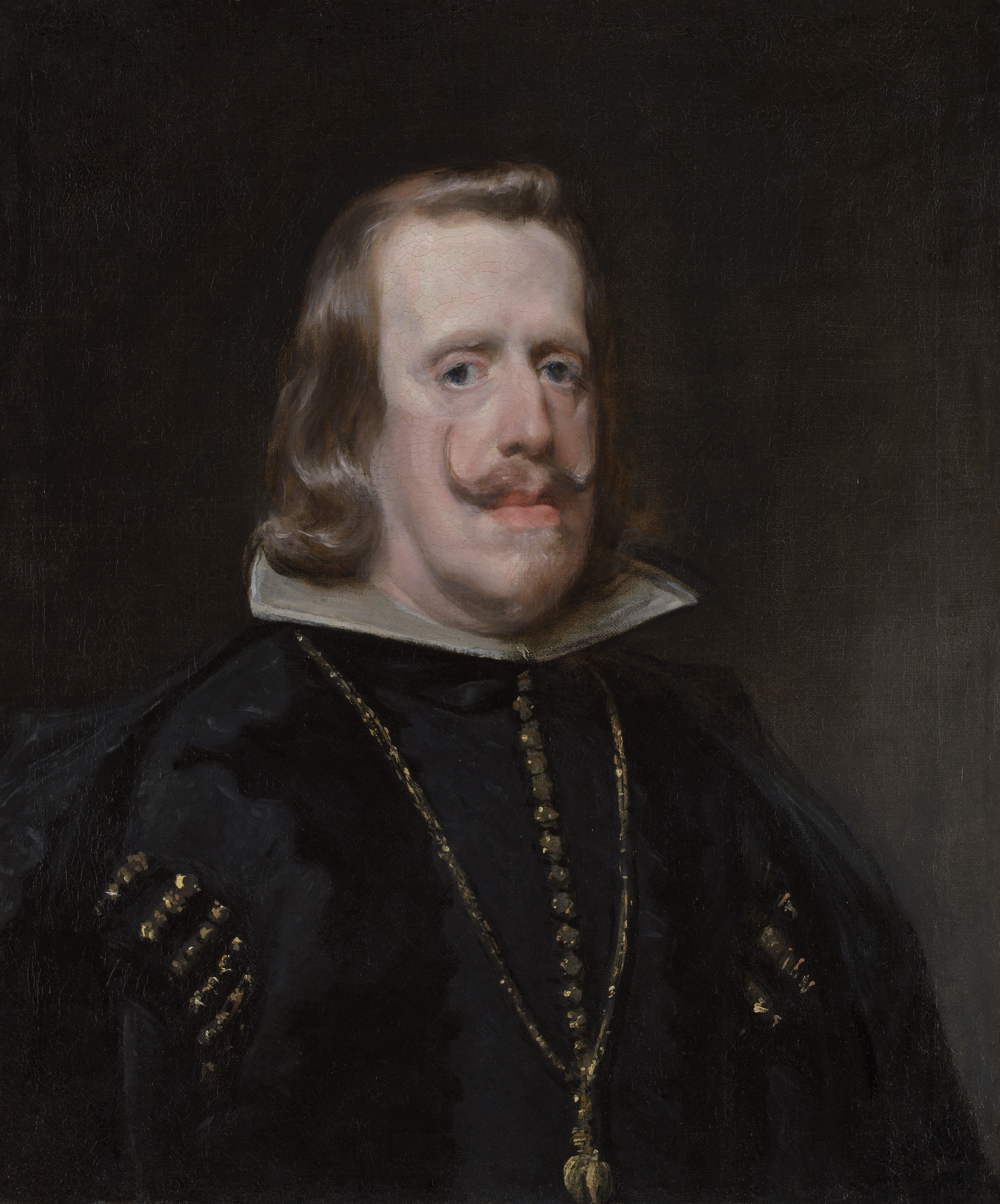
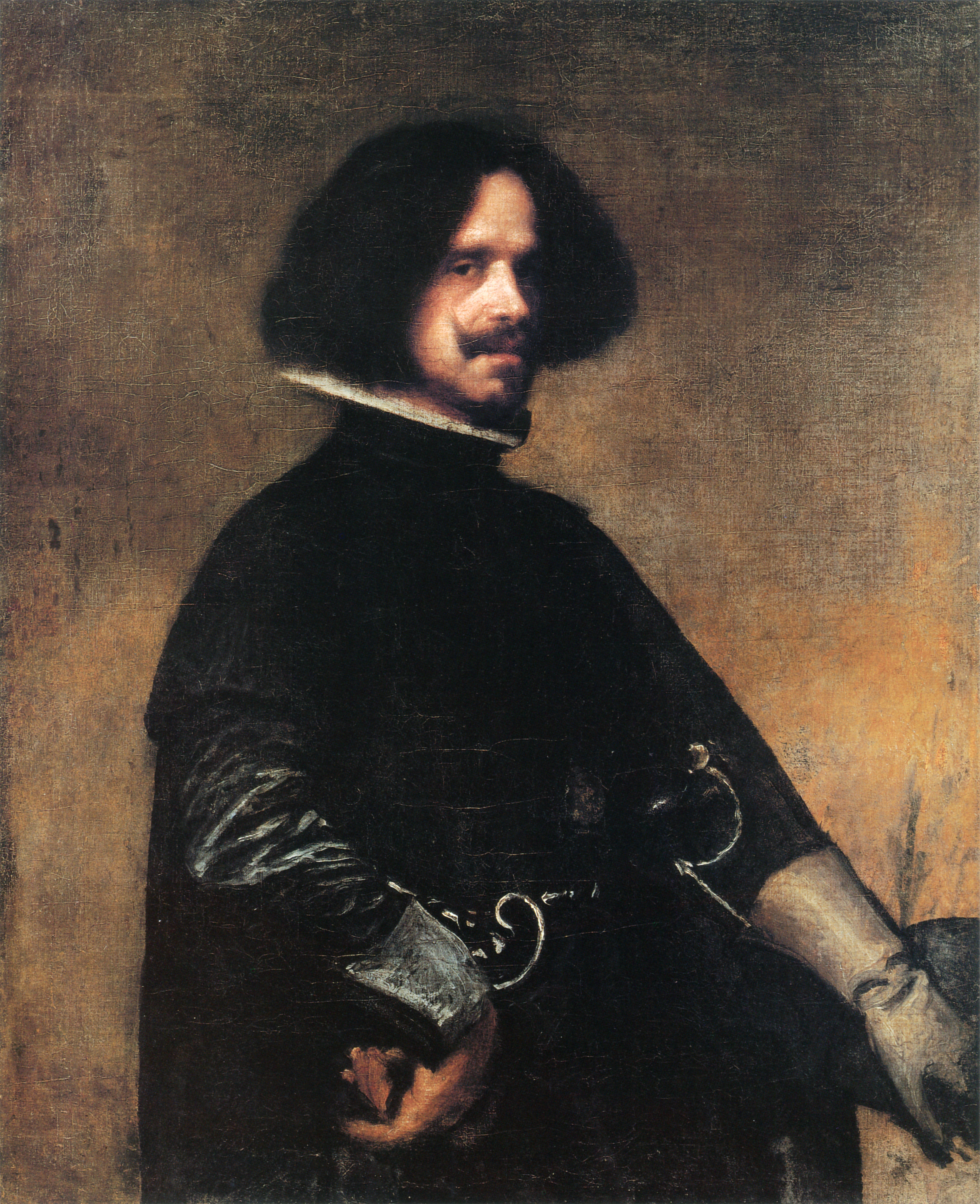
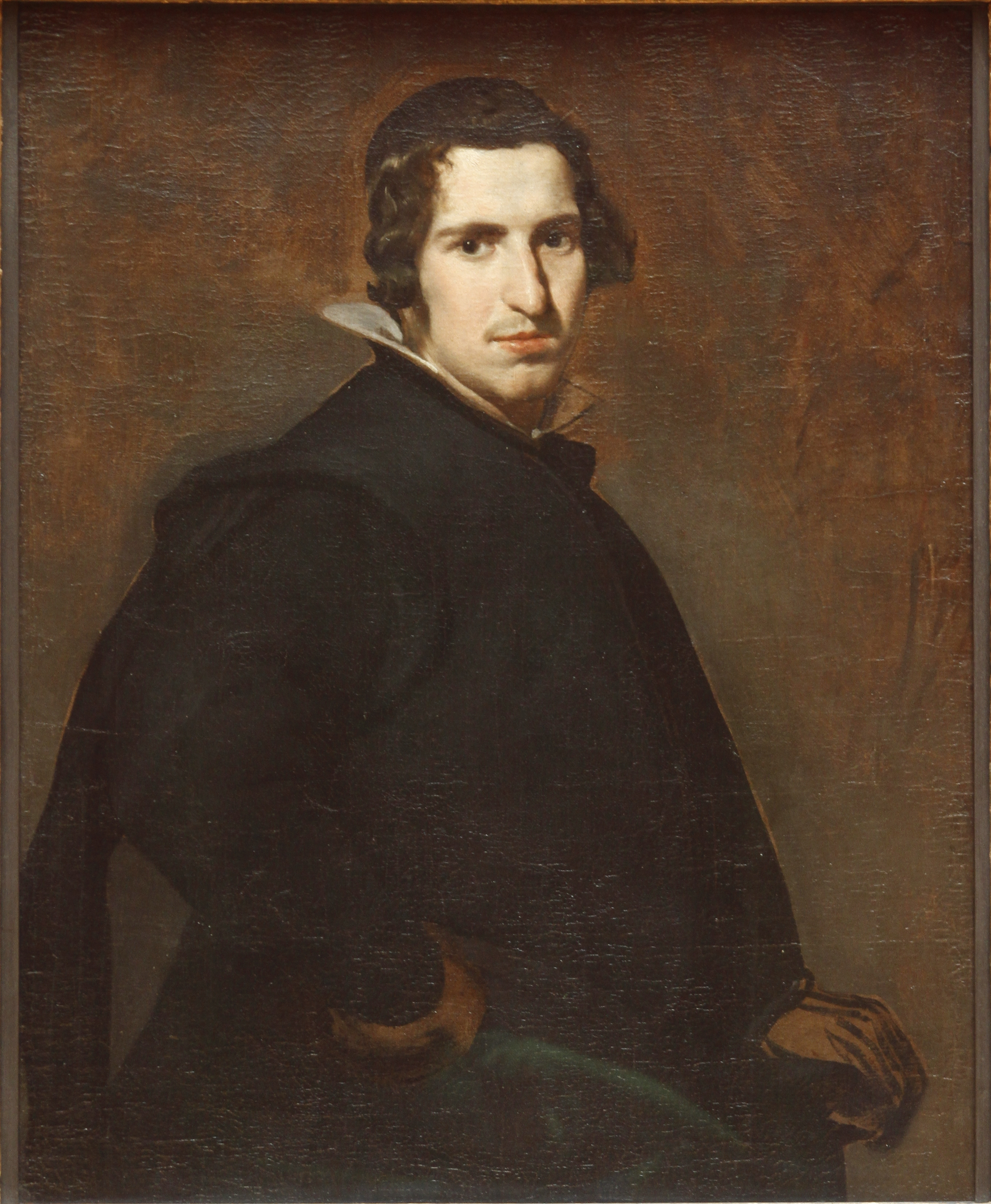

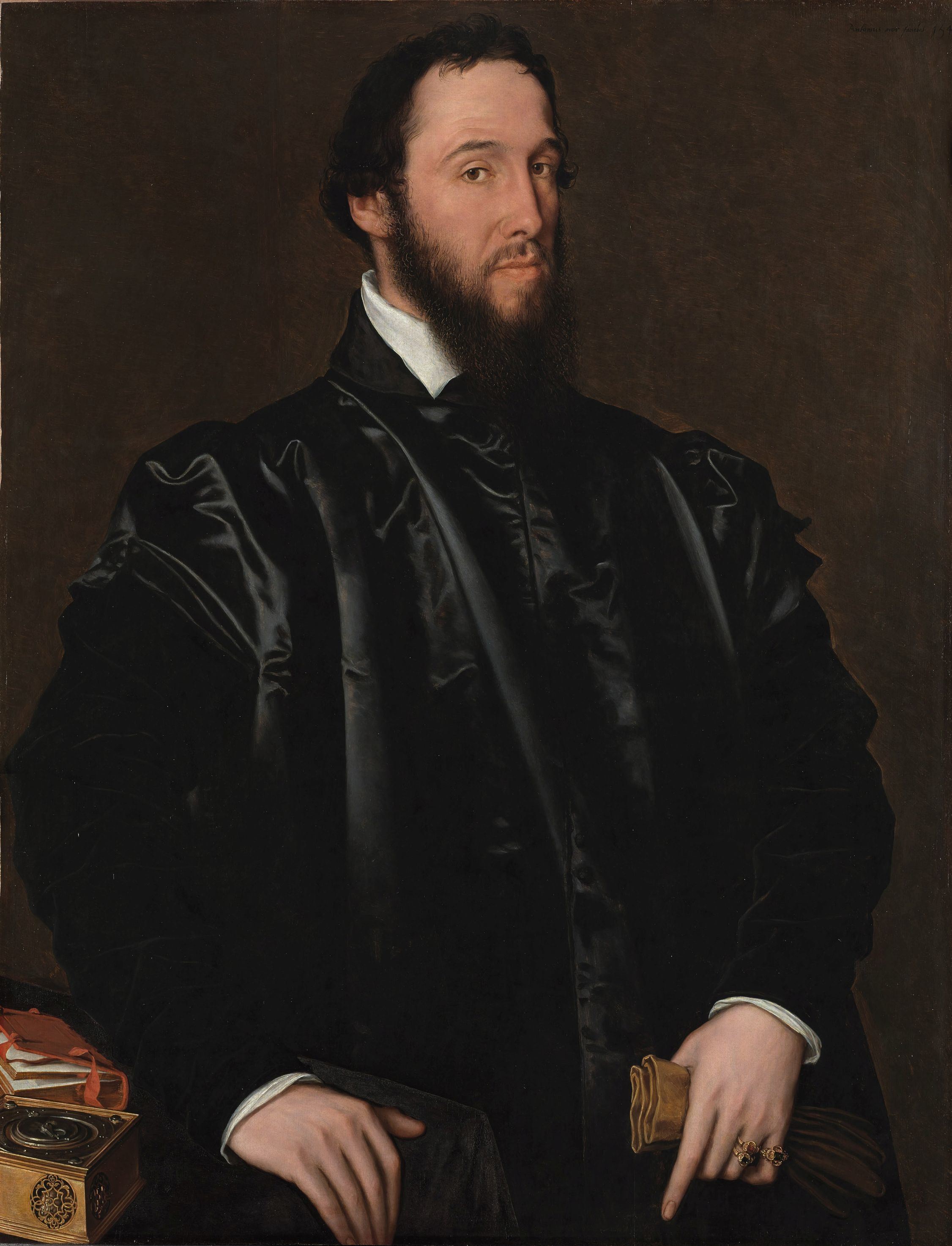
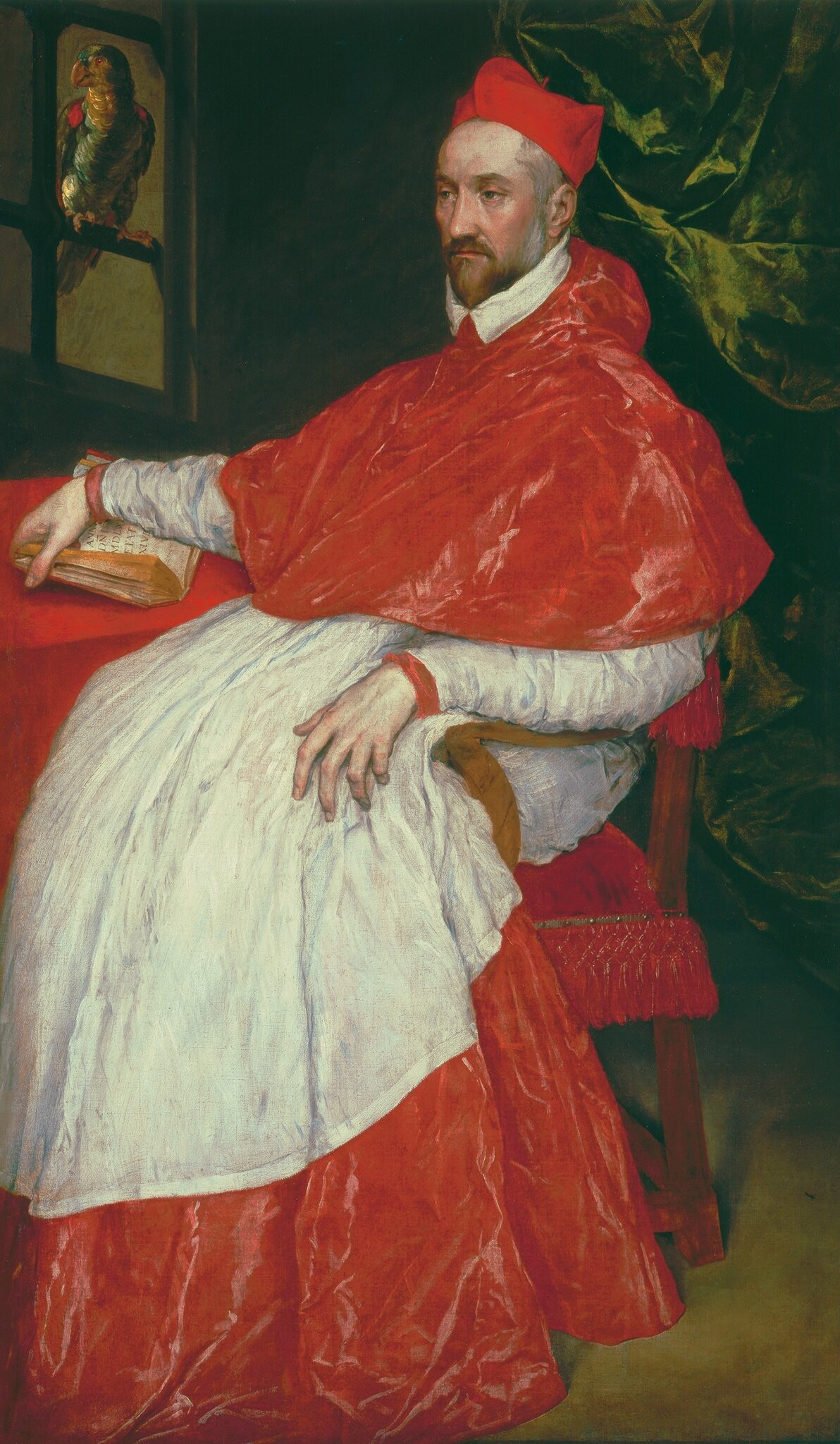
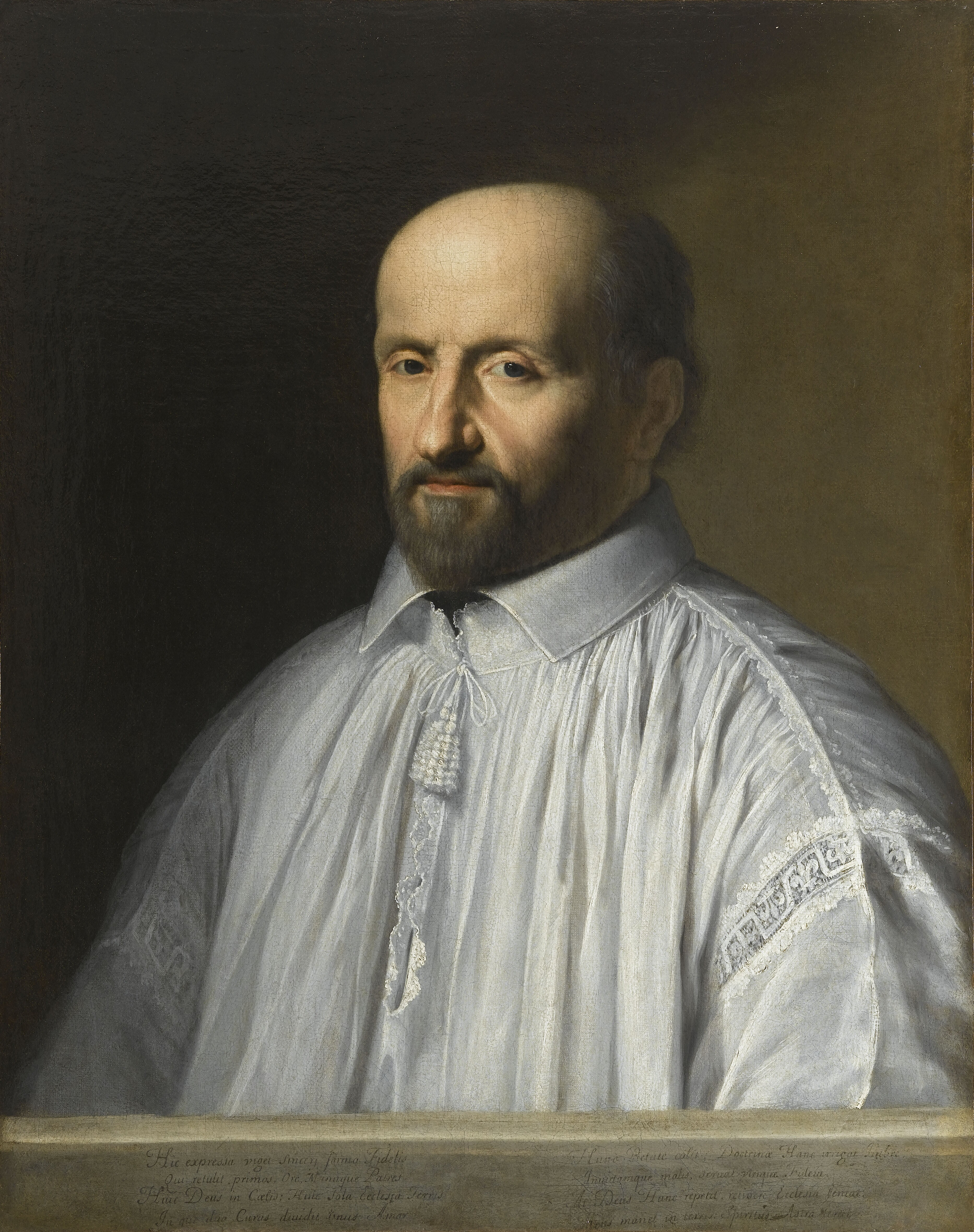
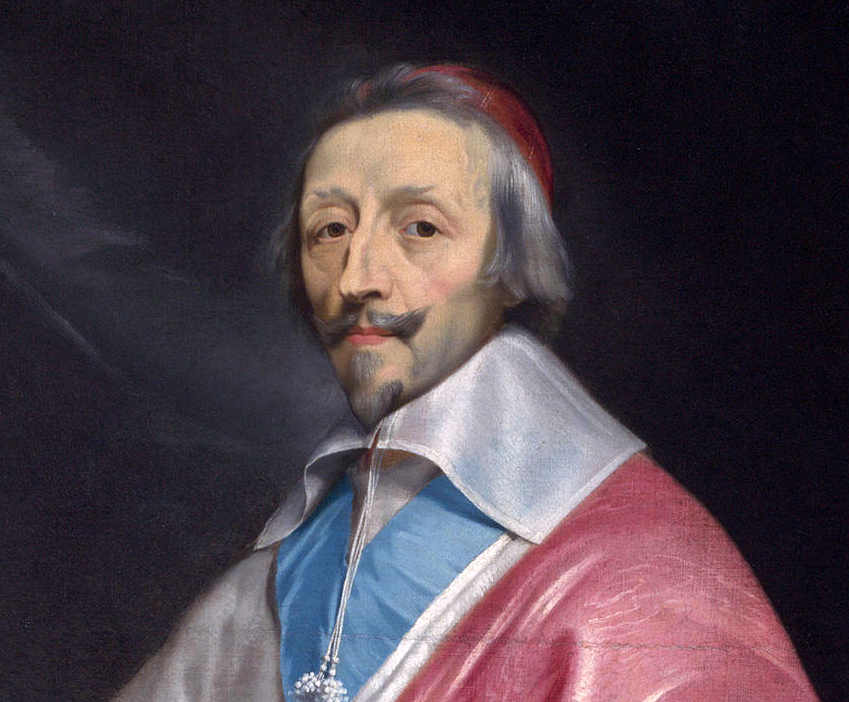

(1610—1640)

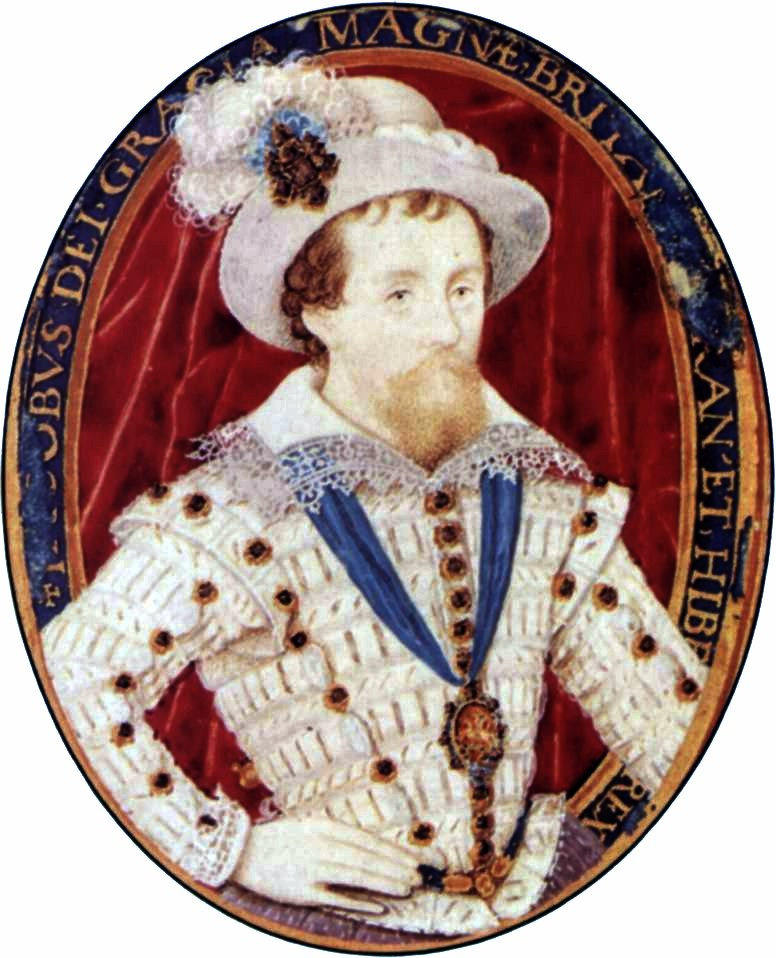
Николас Хиллиард - Портрет Якова I (ок. 1603-1609)
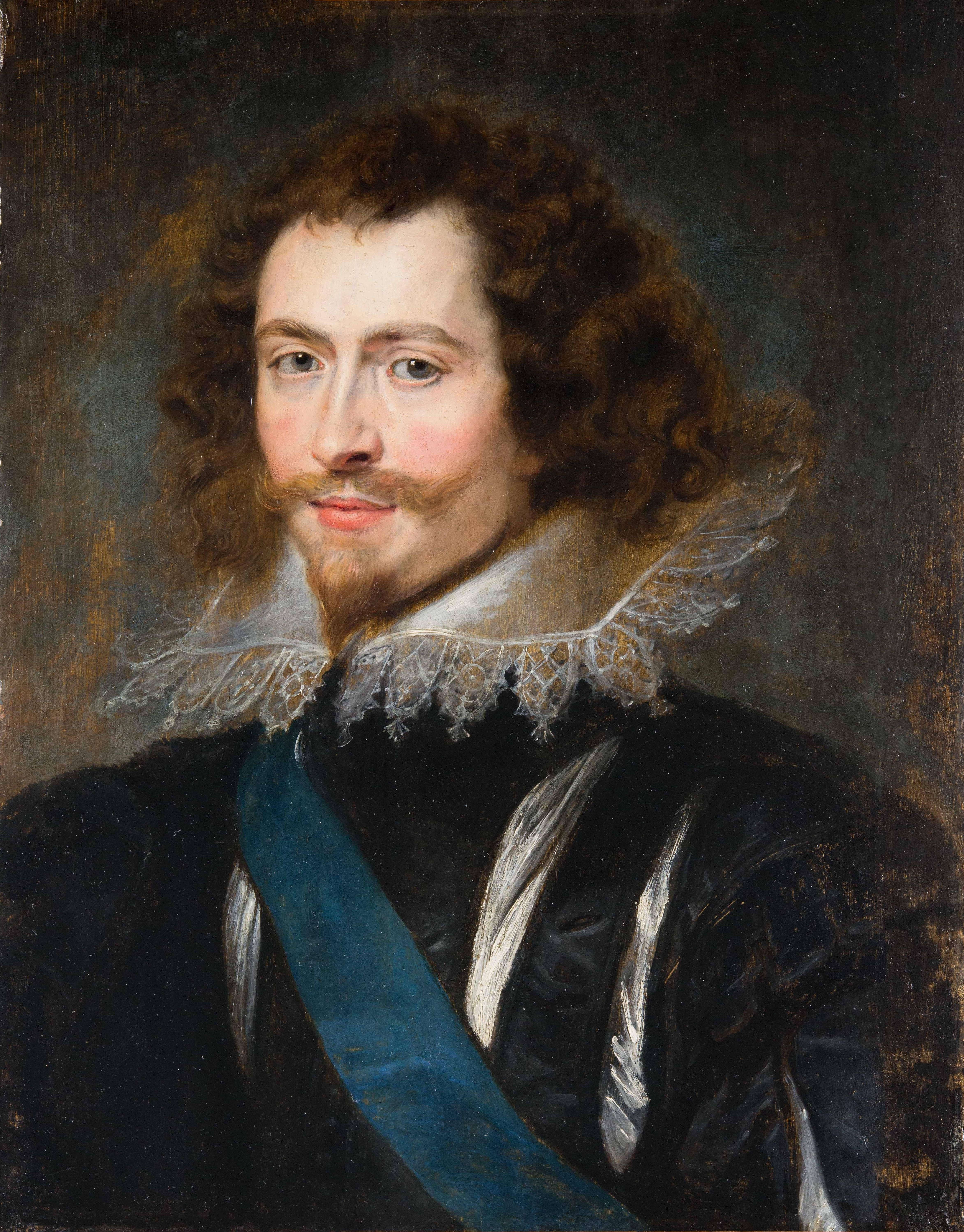
Рубенс - Джорд Вильес, 1-й герцог Букингемский (1625). Воротник-пикадиль
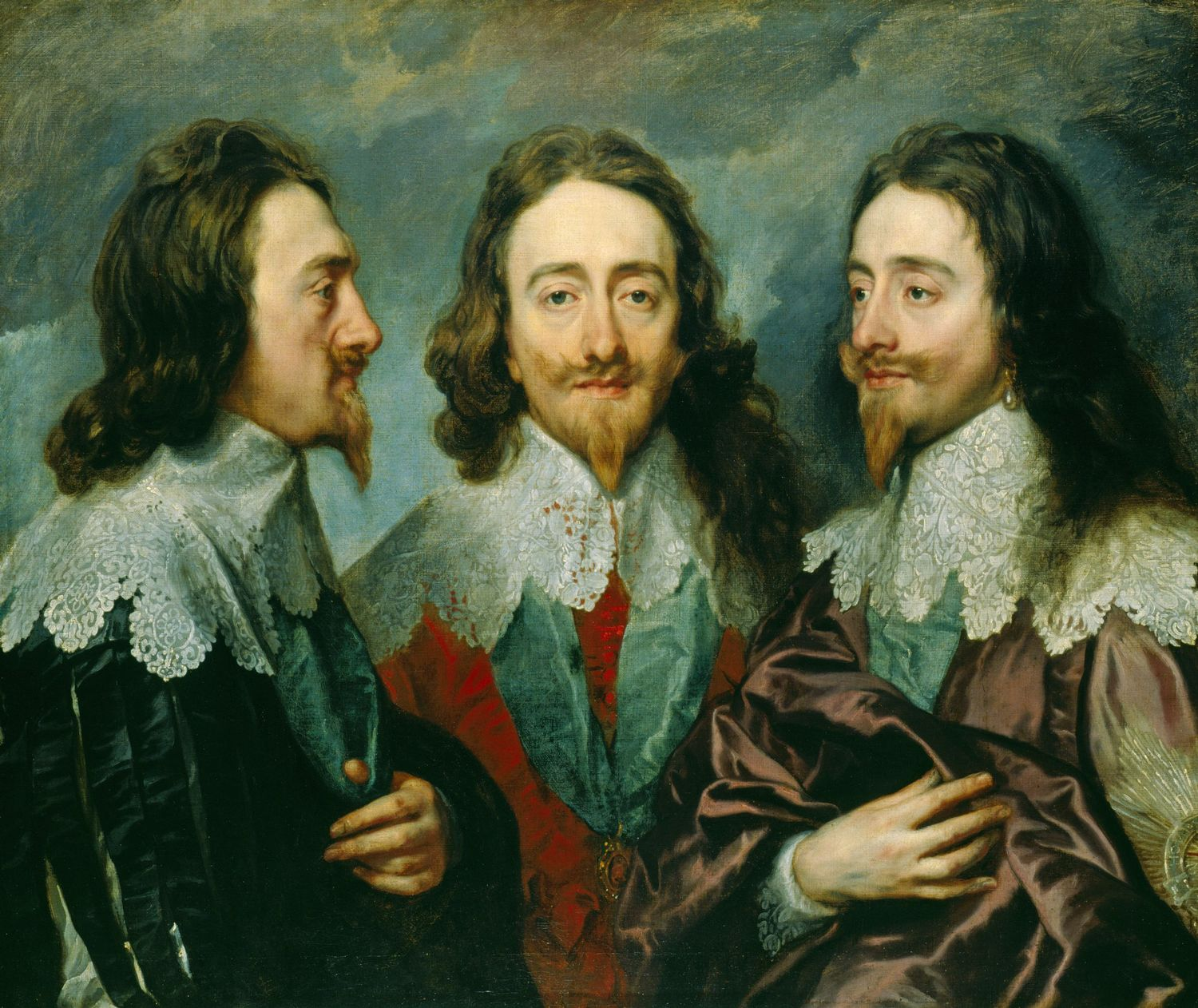
Ван Дейк - Карл I и три позы (ок. 1636)
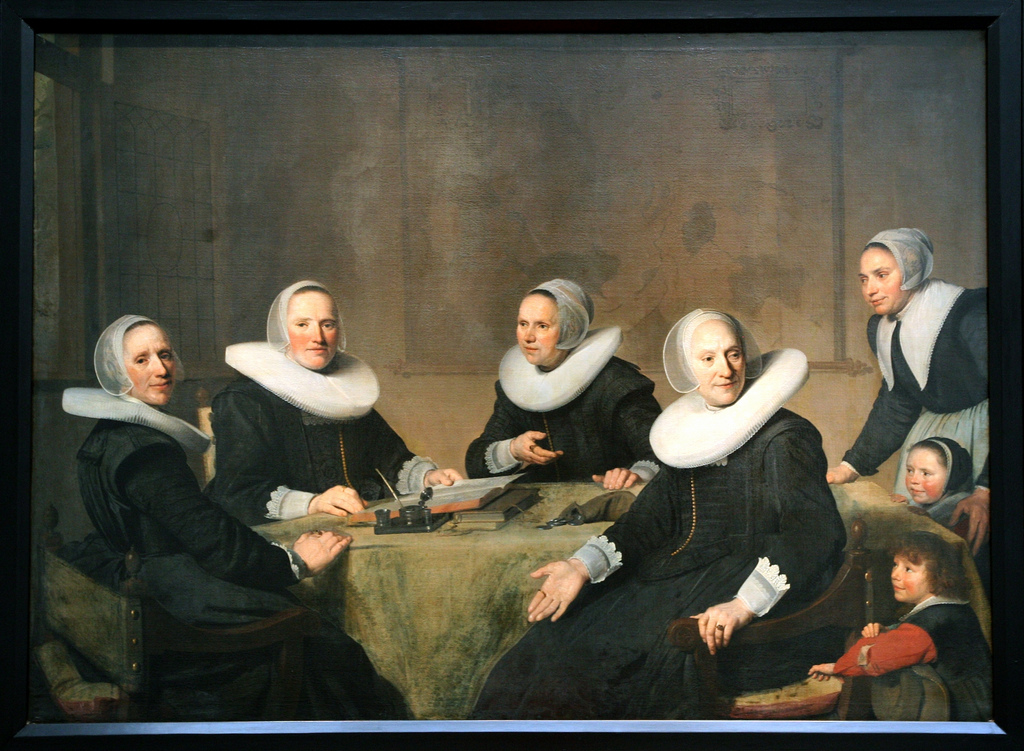
Воротник раф (или фреза). Иоганнес Корнелисзон Верспронк Портрет руководства Коэн-Кузерхоф (1642)

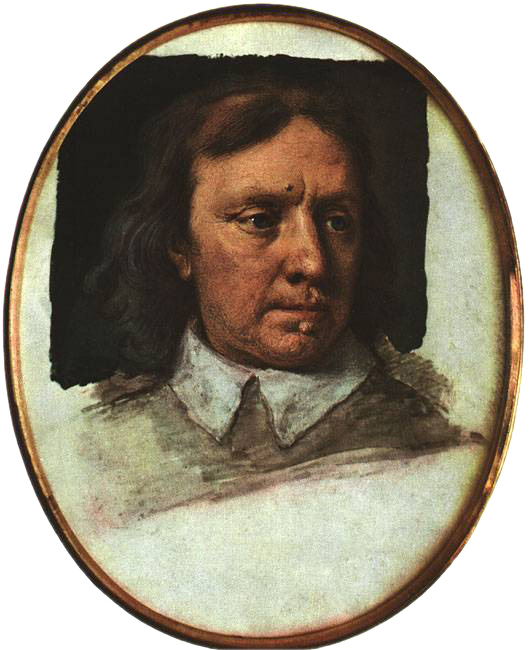
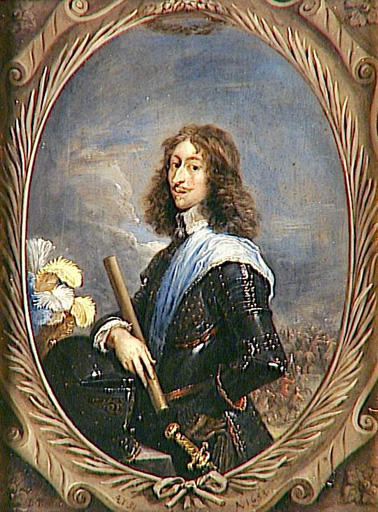
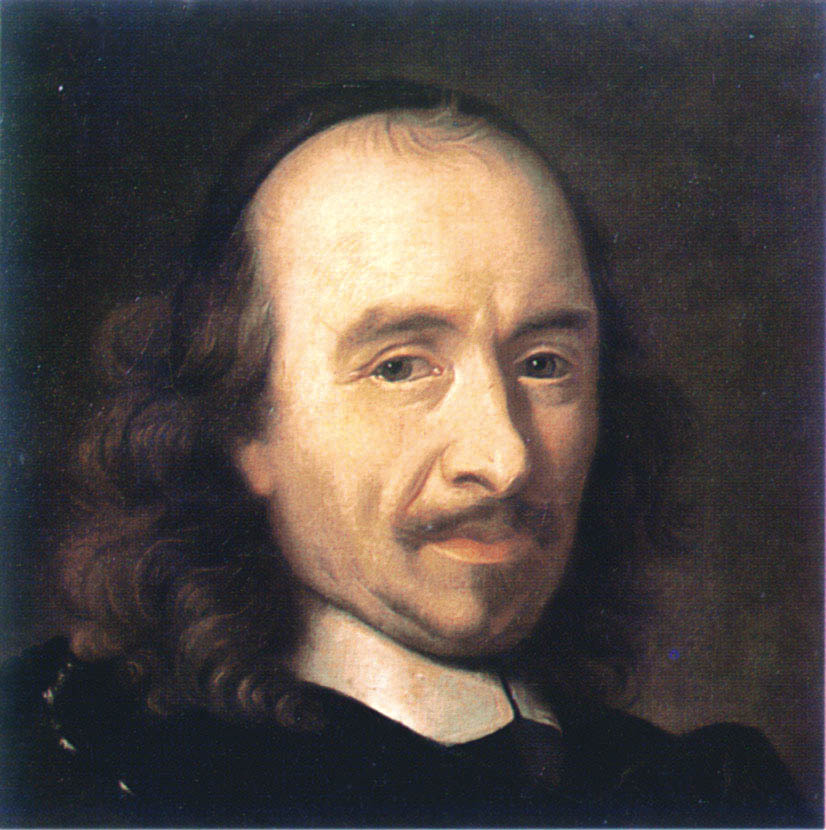
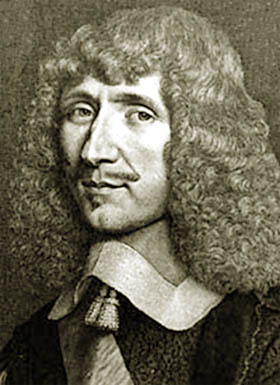

Пуританская эпоха (1645—1655)
Воротник-рабат (1655—1665)
Испанские воротники (голилья)
Духовенство
XX век

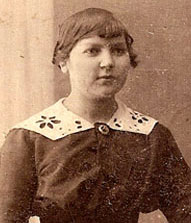
Накладной женский воротник. 1917 год
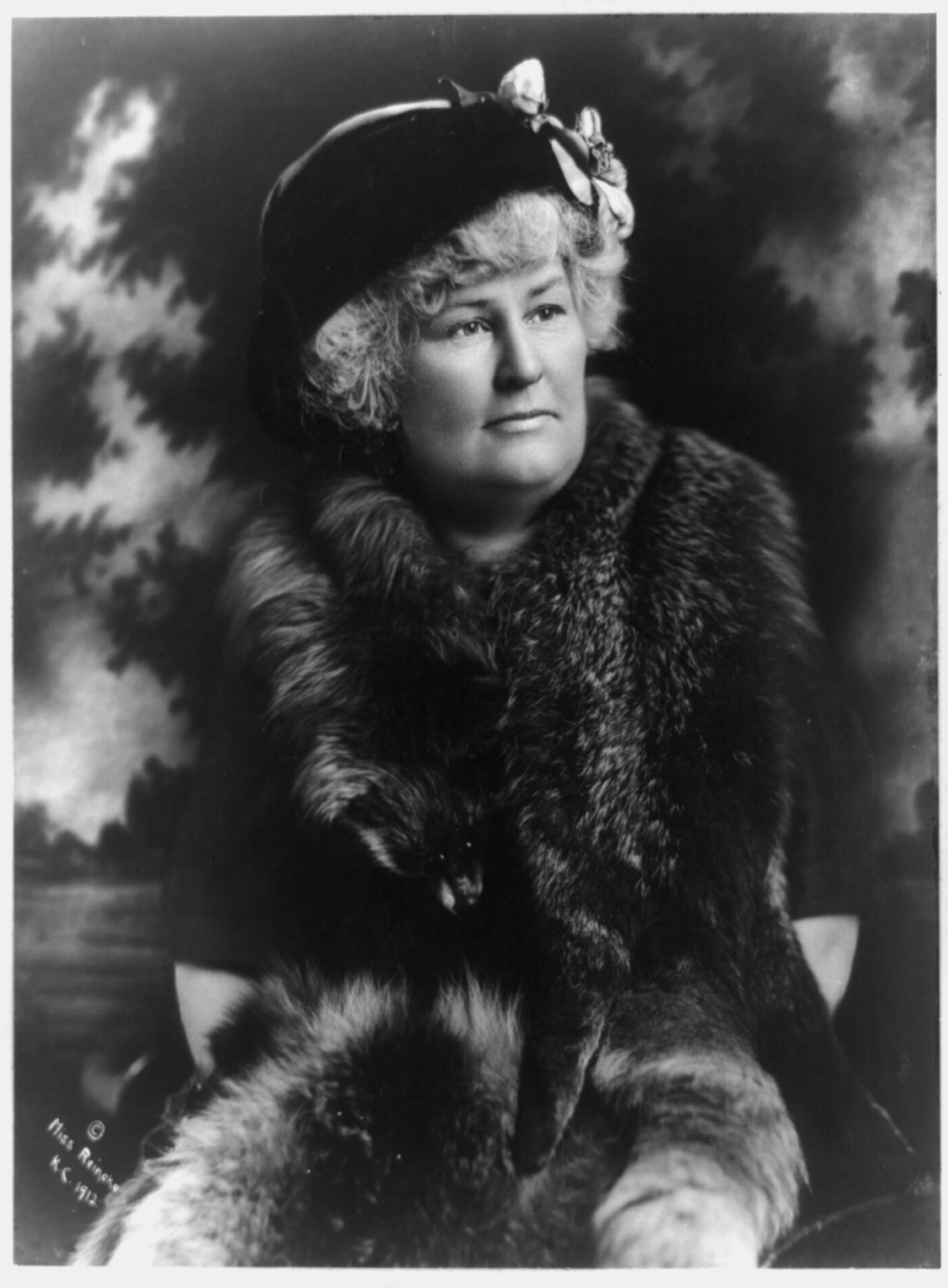
Меховой женский воротник. 1912 год

## Виды
| Название                   | Фото | Описание и виды одежды |
| -------------------------- | ---- | --- |
| Берта                      |      | Пышная отделка в виде накладной ленты, кружев или оборки декорированной ткани, обрамлявшая низкий вырез женского декольтированного платья.                                            |
| Голилья (голилла)          |      | Отложной воротник на стойке, сменивший пышную горгеру. |
| Горжетка                   |      | маленький меховой шарф или цельная шкурка пушного животного, которую носили на пальто в качестве воротника (1920—1950-е годы)                                                         |
| Жабо                       |      | Воротник в виде оборки из ткани или кружев. |
| Итальянский воротник       |      | Уголки стойки разведены в стороны. |
| Колоратка                  |      | Жёсткий белый воротничок с подшитой к нему манишкой у священнослужителей в западных Церквях и церковных общинах.                                                                      |
| Лацкан                     |      | |
| Матросский                 |      | |
| Медичи                     |      | Разновидности: херуска |
| Отложной                   |      | Разновидности: пиджачного типа (английский, с лацканами), шаль, апаш. |
| Плосколежащий              |      | Разновидности: пелерина. |
| Ребато (пикадиль)          |      | Широкий стоячий воротник на каркасе с зубчатыми краями, бывший в мужской и женской моде в конце XVI — начале XVII века.                                                               |
| Раф (также фреза, горгера) |      | Круглый плоёный воротник из накрахмаленной ткани или кружев XVI—XVII веков |
| Саксонский воротник        |      | Жёсткий, плотно прилегающий к шее, золотой воротник, который женщины носили в эпоху Реформации. Более похож на ошейник. Появился в немецкой Саксония, отчего и получил своё название. |
| Стоячий, стойка            |      | Разновидности: китайский, мао |
| Стояче-отложной            |      | Мужские сорочки (рубашки). |
| Съёмный                    |      | Ложный воротник |
| Фатермордер                |      | Стоячий тугой воротник с острыми концами, доходящими до подбородка. |
| Фолетте                    |      | (итал. folette) треугольный платок из тонкой светлой материи. В первой половине XVIII века он свободно накидывался вокруг шеи, а концы заправлялись спереди в вырез.                  |

- каркас (воротник)
- косынка (воротник)
- манишка
- ожерелье (воротник)
- фриже

## Типы рубашечных воротников
- Классический — наиболее распространённый тип рубашечного воротника. Отличается тем, что концы воротника находятся на достаточно близком расстоянии друг от друга, часто настолько, что частично закрывают узел галстука.
- Косой — второй по популярности тип рубашечного воротника. Концы такого воротника находятся на значительном расстоянии, имеют, своего рода «косой» вырез. Таким образом оказывается открытой взору значительная часть как узла галстука, так и рубашки. В этой связи, такой воротник подбирается под большие галстучные узлы типа «полного виндзора».
- Застёгивающийся на пуговицы — чаще всего такой воротник используется на рубашках, предназначенных для повседневного ношения (повседневный деловой стиль). Такой воротник имеет небольшие прорези для пуговиц на обоих его концах, а также собственно пуговицы на рубашке под его отворотом. Может носиться как с галстуком, так и без оного[2].

## Конструкция рубашечного воротника
Рубашечный воротник состоит из:
- Концов воротника, представляющих обычно острый угол
- Отворота воротника — часть воротника, огибающая шею
- Выреза под галстук, иначе — расстояния между верхней частью отворотов воротника
- Выреза воротника — расстояние между его концами